# Canis aureus indicus
Lo sciacallo indiano (Canis aureus indicus Hodgson, 1833), conosciuto anche come sciacallo dell'Himalaya, è una sottospecie di sciacallo dorato originario di India, Bhutan, Myanmar e Nepal. Il suo cariotipo (2N=78; NF=84) è diverso da quello dei cugini eurasiatici e africani (2N=80).

## Descrizione

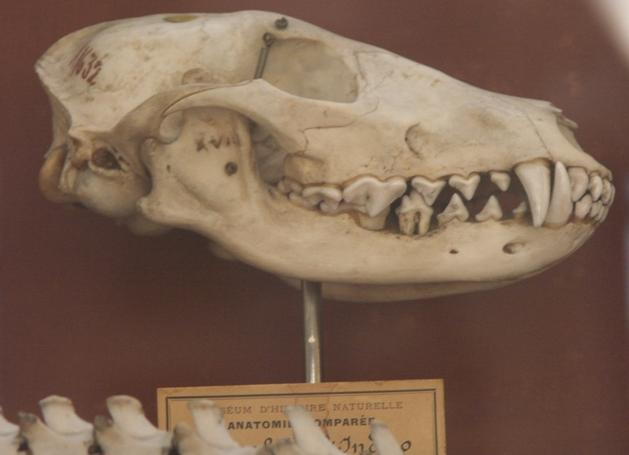
Cranio di uno sciacallo indiano al Museo Nazionale di Storia Naturale di Parigi

Ha il mantello formato da un misto di peli neri e bianchi, con spalle, orecchie e zampe marroni. Gli esemplari che vivono ad altitudini più elevate tendono ad assumere toni di un marrone più pronunciato. I peli neri predominano al centro del dorso e sulla coda. Il ventre, il mento e i lati delle zampe sono bianco crema, mentre la faccia e la parte bassa dei fianchi sono brizzolate di pelo grigio. Generalmente ha un mantello più variopinto dello sciacallo comune: le aree chiare del dorso sono di color marrone chiaro e non biancastre o argentate. Nel Bengala sono stati avvistati anche esemplari neri. Gli adulti sono leggermente più grandi degli sciacalli comuni e possono raggiungere una lunghezza di 100 cm, un'altezza di 35–45 cm e un peso di 8–11 kg .
Vive soprattutto in pianura, nelle periferie di cittadine, villaggi e fattorie, dove trova rifugio nelle cavità tra le rovine o nella fitta boscaglia. Tranne che nella stagione calda, lo sciacallo indiano lascia la sua tana solo al tramonto e vi fa ritorno all'alba. Sebbene sia prevalentemente uno spazzino che si nutre di rifiuti e avanzi, può integrare la sua dieta con roditori, rettili, frutta e insetti. Quando caccia piccoli cervi e antilopi si riunisce in piccoli gruppi . Nonostante talvolta uccida pollame, capretti e agnelli, è del tutto inoffensivo per l'uomo. Quando le prede selvatiche scarseggiano, inizia a nutrirsi di sostanze vegetali, come mais e frutti di giuggiolo. Arreca gravi danni ai vigneti dell'India occidentale e nel Distretto di Wayanad si nutre di grandi quantità di chicchi di caffè .
Gli sciacalli solitari espulsi dal branco formano relazioni commensali con le tigri. Questi sciacalli solitari sono noti come kol-bahl , bhálú nell'India meridionale, phéall, phao, pheeow o phnew nel Bengala e ghog in altre regioni . Essi si attaccano ad una determinata tigre, seguendola a distanza di sicurezza allo scopo di nutrirsi delle prede uccise dal grande felino. Un kol-bahl può perfino avvertire una tigre della presenza di prede emettendo un forte richiamo che risuona come un pheal. Le tigri tollerano questi sciacalli: in un caso conosciuto uno sciacallo camminava confidenzialmente avanti e indietro fra tre tigri che camminavano insieme a pochi metri di distanza l'una dall'altra.
Con il leopardo il rapporto è completamente diverso: i leopardi uccidono e mangiano gli sciacalli appena possono, perciò il canide se ne sta a debita distanza. Anche i lupi e le iene striate uccidono gli sciacalli, mentre sembra che i cuon non li considerino.

## Presenza nel folklore e nella letteratura
Lo sciacallo dorato è ben presente nel folklore indiano e nepalese, dove spesso occupa il ruolo di imbroglione che in Europa e Nordamerica è preso dalla volpe rossa. Nella storia dello Sciacallo Azzurro, ad esempio, questo animale si tinge di azzurro come Neelaakanth, il guardiano di tutti gli animali, e costringe gli altri animali a procurargli del cibo, in maniera che potesse continuare a proteggerli. Alla fine viene scacciato quando le acque dei monsoni lavano via la vernice. In alcuni racconti gli sciacalli sono ritratti come animali malevoli e traditori. Nel Mahābhārata viene raccontata la storia di uno sciacallo che mette i suoi amici, la tigre, il lupo, la mangusta e il topo, gli uni contro gli altri, così da poter mangiare una gazzella senza doverla condividere. Nell'Induismo, lo stesso nome Shiva significa sciacallo e questo animale viene spesso rappresentato come consorte di Kālī. Gli sciacalli sono i vahana (cavalcature) di varie divinità indù e buddiste, soprattutto nel folklore tibetano. Durgā viene spesso associato allo sciacallo.
Nelle storie di Mowgli di Rudyard Kipling, raccolte ne Il libro della giungla, Tabaqui è uno sciacallo disprezzato dal branco dei lupi di Sehonee a causa della sua finta cordialità, delle abitudini necrofaghe e del suo asservimento a Shere Khan. Appare all'inizio del libro, quando fa visita ai genitori adottivi di Mowgli, Mamma e Babbo Lupo; essi sono molto irritati della sua presenza, dato che Tabaqui annuncia loro che Shere Khan, la tigre, è a caccia nel loro territorio. In seguito Tabaqui viene ucciso da uno dei «fratelli» di Mowgli, Fratel Bigio, che gli spezza la schiena.